# على جنب يا أسطى (فلم)
على جنب يا أسطى هو فيلم روائي اجتماعي كوميدي مصري، من تأليف عبد الرحيم كمال، إنتاج كرار حبيب الله - سعيد حامد ومن إخراج سعيد حامد، عرض الفيلم في 2008.

## القصة
تدور أحداث الفيلم حول شخصية صلاح سائق التاكسي الذي يعمل ليلا ويقابل نوعيات مختلفة من الناس تحدث بينهم مواقف متنوعة، كما أنه شخصية طيبة يعانى من ظروفه المادية الصعبة التي يحاول التغلب عليها بالحديث مع زبائنه الذين يدخلون معه في حواديت تخص حياتهم، ومن خلال تلك القصص نرصد حالة المجتمع المصري ونستطيع التعرف إلى أهم القضايا التي تشغل بال المصريين.

## بطولة
- أشرف عبد الباقي: صلاح سائق التاكسي
- آسر ياسين: مرعي أخو صلاح
- اروى جوده: نور
- خيرية أحمد: الام
- روجينا: منار زوجة صلاح
- شمس: سهير فتاة ليل
- محمد نصر
- حمدي السخاوي: سعيد أستك في الكباريه
- أحمد دياب: ضيف شرف
- حمدي هيكل: مدحت زوج سمية أخت نور
- سامح أبو الغار: صاحب محل أدوات منزلية
- هبة أبو الخير: سمية أخت نور وأم كريم
- سمير غانم: حمدي به مروحة المغمي عليه
- تامر حبيب: عشيق زوجة حمدي
- محمد الصاوي: مدرس الجغرافيا
- محمد علي الدين: ضابط اللجنة
- أحمد الطماني: وكيل النيابة
- أحمد الحلواني: مسجون
- علاء مرسي: مدرس جغرافيا
- محمود عبد الغفار: الصيدلي
- زيزي البدراوي: مدام أميرة عجوزة
- نهال عنبر: أخت مدام أميرة
- كريم مغاوري: أبن أخت مدام أميرة
- صبري عبد المنعم: باشا مهم أحتاج مرعي
- محمود الجندي: شيخ - ولي - روح
- ماجد الكدواني: إبراهيم نصر ضابط الكاميرا الخفية
- إسماعيل يسرى: أرهابي بالكايمرا الخفية
- أحمد صيام: المقدم / منير خلف
- غريب محمود: ملك الموت الحرامي
- تامر إبراهيم: زيكو سارق التاكسي
- حسان العربي: سائق تاكسي
- داوود حسين: رجل عربي
- أحمد رزق: زبون عصبي
- أحمد السقا: عصام المواردي خطيب نور
- كاريمان: زوجة حمدي به مروحة
- أحمد عنان:الطفل كريم
- متولي علوان
- عادل شعبان
- عزة سعيد
- أحمد القصب

## وصلات خارجية
- مقالات تستعمل روابط فنية بلا صلة مع ويكي بيانات

- صفحة الفيلم في قاعدة بيانات الأفلام العربية